# 온 더 로드, 투
"온 더 로드, 투"(On The Road, Two)는 한국에서 제작된 김태용 감독의 2005년 다큐멘터리 영화이다. 윤도현 등이 주연으로 출연하였고 조은운 등이 제작에 참여하였다.

## 출연

### 주연
- 윤도현
- 박태희
- 김진원
- 허준
- YB

### 조연
- 리 맨갠
- 리 엘비
- 가이 매튜스
- 존 바렛

## 기타
- 프로듀서: 박관수
- 라인프로듀서: 조수진
- 배급부문: 이재식
- 음악부문: 고종진
- 음향부문: 서영준
- 조명지원: 강현섭
- 마케팅부문: 김종은
- 코디네이터: 류상기
- 배급부문: 김하나
- 음악부문: 서명주
- 음향부문: 유승완
- 마케팅부문: 정현설
- 코디네이터: 박강원
- 배급부문: 송유진
- 음향부문: 고종진